# The Blues Brothers: Jukebox Adventure
The Blues Brothers: Jukebox Adventure est un jeu vidéo de plates-formes développé et édité par Titus Interactive, sorti en 1993 sur DOS, Super Nintendo et Game Boy.

## Accueil
- Electronic Gaming Monthly : 29/50 (GB)[1]
- GamePro : 2,5/5 (GB)[2]